# Почесний залізничник
«Почесний залізничник» — відомча нагорода,

## Історія
Початково затверджена в СРСР 17 травня 1934 нагорода називалася значок «Почесному залізничнику» (рос. значок «Почётному железнодорожнику». З 1964 стала називатися знаком «Почесному залізничнику» рос. знаком «Почётному железнодорожнику». 
Після розпаду СРСР і утворення незалежних залізничних адміністрацій, 6 лютого 1993 в м. Алмати, на засіданні Ради залізничного транспорту, було прийнято рішення зберегти цей знак для нагородження залізничників. Було підписано «Угоду про нагородження знаком „Почесному залізничнику“ та пільги, що надаються працівникам залізничного транспорту держав-учасниць Співдружності, Азербайджанської Республіки, Республіки Грузія, Латвійської Республіки, Литовської Республіки і Естонської Республіки, нагородженим цим знаком».
Згідно з протоколом засідання ХХХІІІ Ради залізничного транспорту держав-учасниць Співдружності, що відбулось у жовтні 2002, знак «Почесний залізничник» єдиного зразка та посвідчення до нього розробляється і погоджується із залізничними адміністраціями й замовляється для них на заводах-виробниках Російської Федерації.
В Україні, станом на липень 2018 звання «Почесний залізничник» має майже 4 тис. працівників.

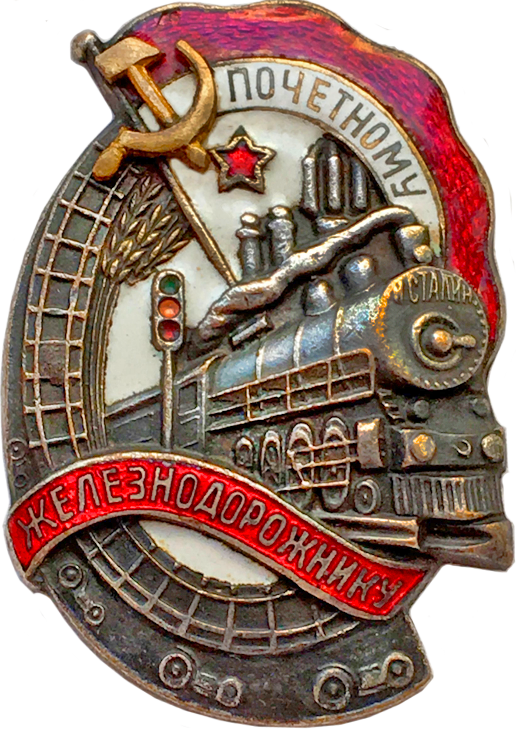
Знак СРСР «Почесному залізничнику» (варіант 1934 року, з зображенням паровоза ИС)
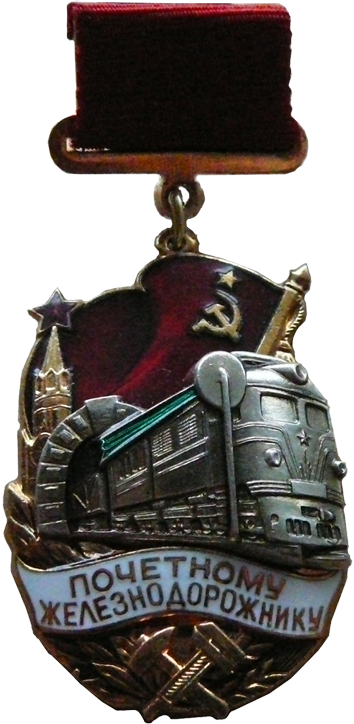
Знак СРСР «Почесному залізничнику» (варіант 1960–1978 років, з зображенням електровоза[уточнити])
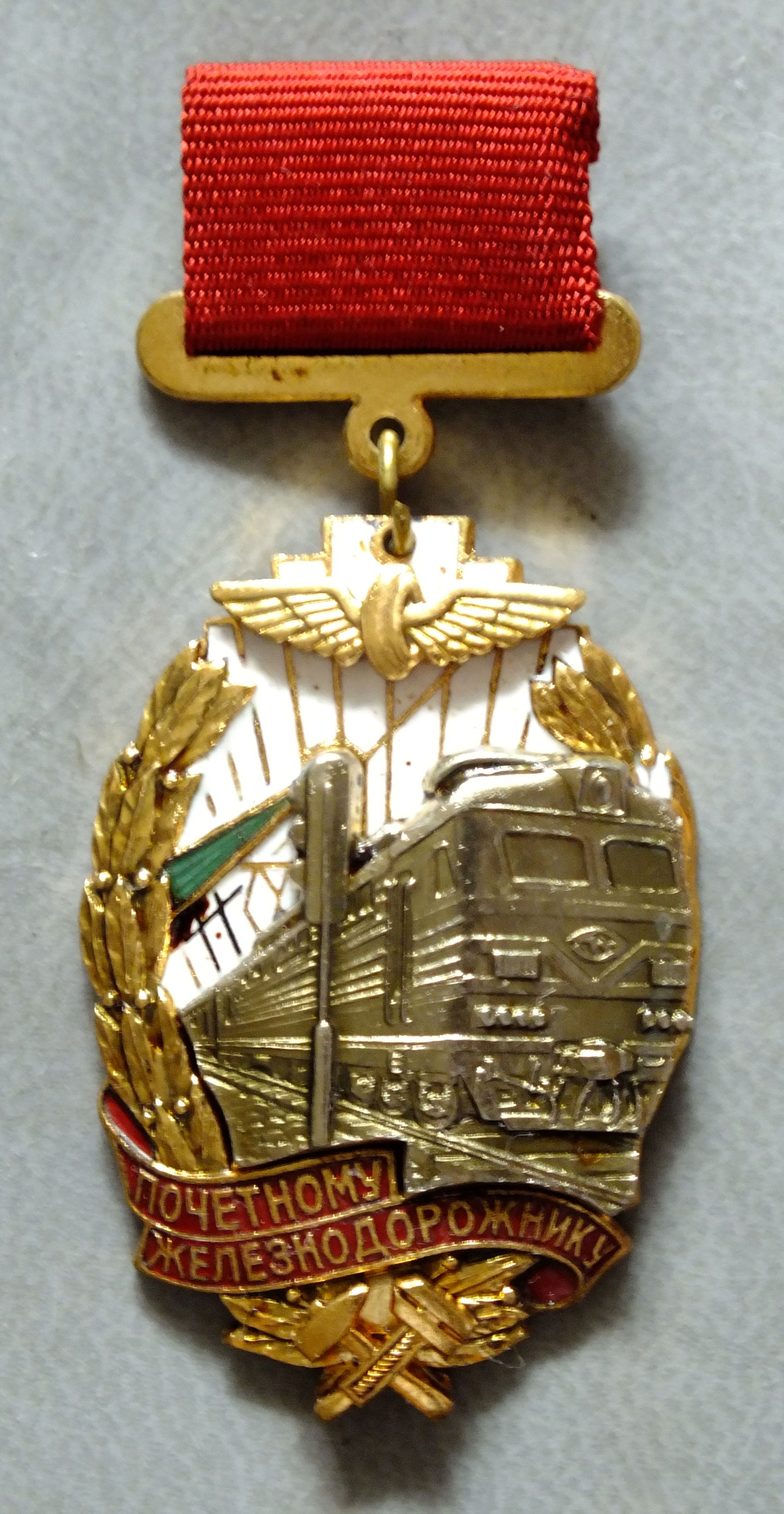
Знак СРСР «Почесному залізничнику» (варіант 1980-х років, з зображенням електровоза ВЛ85)